# Głębowiec (Dolina Kościeliska)

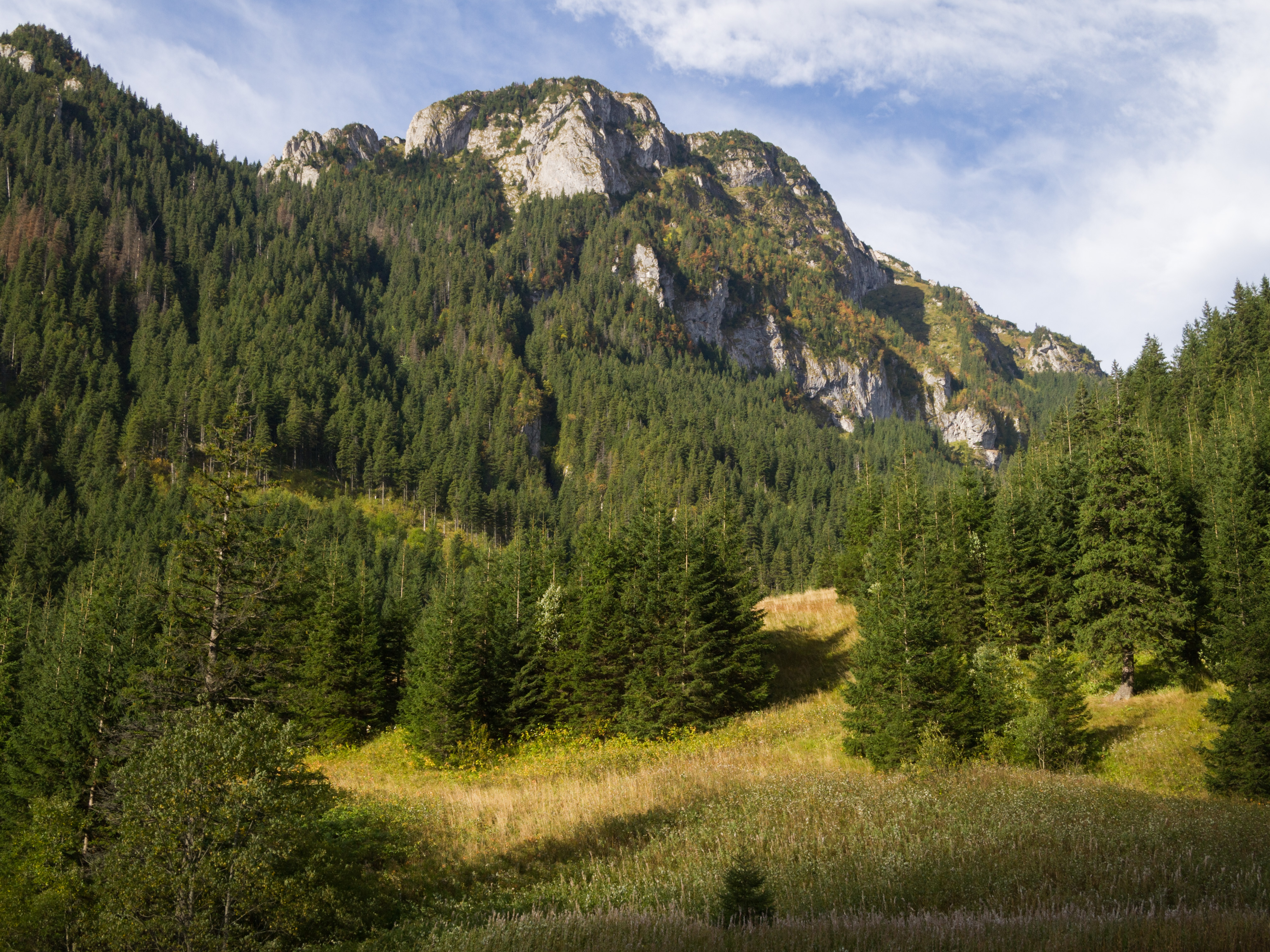
Głębowiec, wcięty w lesiste stoki Raptawickiej Grani, pośrodku zdjęcia

Głębowiec – lesisty żleb w Dolinie Kościeliskiej w polskich Tatrach Zachodnich, w masywie Kominiarskiego Wierchu. Jest prawym orograficznie, drugim od dołu odgałęzieniem znacznie większego żlebu Żeleźniak, do którego uchodzi na wysokości około 1080 m. Opada spod Wrótek w Raptawickiej Grani. W dolnej części ograniczony jest murem skalnym.
Lewostronnym, zachodnim odgałęzieniem Głębowca jest Żleb z Bramkami (zwany też Żlebem z Bramką lub Żlebem z Mostami), do którego z kolei uchodzi od zachodu Żleb na Spady, wyprowadzający nad Żeleźniakowe Spady – pas urwisk opadających do Żeleźniaka.
Żleb rozwinął się w skałach wapiennych. W głównej części żlebu oraz w jego odgałęzieniach znajdują się liczne, choć krótkie jaskinie, m.in. Wnęka na Grzędzie, Szczelina na Grzędzie, Schronisko przy Jeleniej Perci, Tunel w Żlebie z Bramką, Schronisko nad Bramką, Nyża nad Bramką, Schronisko nad Bramą, Jaskinia pod Bramką i Szczelina w Głębowcu. Najbardziej znaną jest znajdująca się w dolnej części Głębowca Żeleźniakowa Brama – jaskinia, a właściwie brama skalna, ograniczona od góry mostem skalnym.